# Hlușkî, Korsun-Șevcenkivskîi
Hlușkî (în ucraineană Глушки) este un sat în comuna Koșmak din raionul Korsun-Șevcenkivskîi, regiunea Cerkasî, Ucraina.

## Demografie
Componența lingvistică a localității Hlușkî
     Ucraineană (100%)
Conform recensământului din 2001, toată populația localității Hlușkî era vorbitoare de ucraineană (100%).